# 洪济桥 (襄汾)
35°49′10″N 111°16′20″E / 35.81944°N 111.27222°E
洪济桥位于中国山西省襄汾县汾城镇南关泻洪河道上。
洪济桥始建于金大定二十三年（1183年），清乾隆十六年（1751）将木柱更换为石柱。民国九年（1920年）七月重修。东西向，石砌，单券单孔，长17.7米，宽9米，保存完好。桥上建有桥廊，为北方极为罕见的廊桥。桥廊石柱16根。
2006年5月25日，洪济桥作为汾城古建筑群的一部分，公布为第六批全国重点文物保护单位。